# Fabulous Furry Freak Brothers
The Fabulous Furry Freak Brothers são um trio de personagens de história em quadrinhos underground, criados pelo artista estadunidense Gilbert Shelton. Lançadas em 1968, suas aventuras foram reunida a partir de uma série publicada pela Rip Off Press. Com o fim da imprensa underground, novas histórias continuaram a aparecer em revistas como a Playboy, High Times, e Rip Off Comix, sendo publicadas também em forma de livros. No Brasil, seus álbuns foram inicialmente publicados pela editora L&PM, e mais algumas histórias esparsas em revistas e fanzines alternativos. Shelton continuou a escrever a série até 1992, com a colaboração de Dave Sheridan (1974-1982) e Paul Mavrides (desde 1978). O trabalho foi amplamente cultuado e as revistas foram fartamente distribuídas em revistarias que comercializavam quadrinhos underground.
As histórias narram as bem-humoradas aventuras de três "irmãos" epônimos, Fat Freddy, Phineas Freak e Freewheelin' Franklin  e, em maior ou menor grau, as suas tentativas de procurar drogas e evitar a prisão. As histórias são altamente satíricas e zombam do establishment e da política de direita. Para uma produção de contra-cultura, o padrão de qualidade artístico é considerado extremamente alto; Shelton era detalhista e atencioso, e sua acurácia e cuidado com os detalhes renderam-lhe comparações com Hergé.